# Villafranca de Córdoba
Villafranca de Córdoba er en by og kommune i det sydlige Spanien i provinsen Córdoba. Den har et indbyggertal på 4.886 (2024) indbyggere.